# Cascina Cattabrega
La Cascina Cattabrega è una delle architetture che si trovano all'interno del Parco di Monza.

## Storia e descrizione
La cascina sorge su progetto del Canonica su un precedente edificio di forma irregolare, a cui aggiunse un corpo di fabbrica quadrato e tripartito, con due portici laterali. La nuova facciata principale presenta a ovest una porzione centrale, conclusa triangolarmente con tre fornici al piano superiore e due ali con aperture circolari. Sarebbe stata riprogettata da Giacomo Tazzini intorno al 1836 e successivamente ampliata da Luigi Tarantola nel 1884. Si presenta oggi nelle sue forme ottocentesche, strutturata su due piani con stalla e vano per gli attrezzi al pian terreno e l'abitazione dei contadini al primo piano. Presenta un impianto quadrato e simmetrico, caratterizzato da un passaggio ad arco a tutta altezza che l'attraversa longitudinalmente. I pilastri sono in mattoni, le originarie balaustre in legno, i profili in cotto e il basamento in ceppo; scomparso un affresco presente in passato sulla facciata. Quest'ultima presenta finestre rettangolari, sovrastate da archetti in laterizio; è cuspidata e appare completata simmetricamente dai porticati a doppia altezza.
Storicamente utilizzata per l'allevamento dei cavalli, è stata in seguito convertita ad usi esclusivamente agricoli.

## Galleria d'immagini

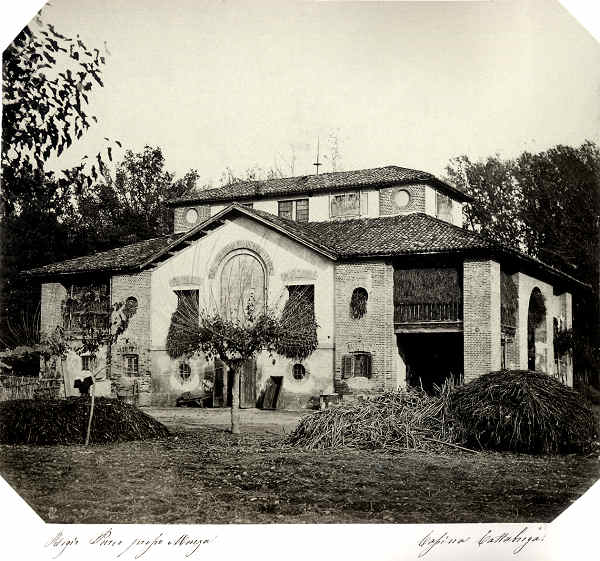